# PUC
PUC（パーベイシブ・ユビキタス・コミュニケーションズ）とは、使っていることを感じさせずに、どこにでも存在し、コミュニケーション機能を中心とした次世代のコンピュータの技術形態を指す概念のこと。原丈人が著書「21世紀の国富論」で提唱した。
概要としてはハードウェアとOSを含めたソフトウェアを統合し、次世代通信デジタル信号処理プロセッサ(cDSP)、組み込みシステム(EmS)、Peer to Peer(P to P)、ソフトウェア・スイッチング(SoSW)、デジタル・ディスプレイ・コントローラ(DDC)といった新しい技術の応用により実現されるものである。
ただしコンピューターのPUC化は企業にとって自己資本利益率(ROE)を下げる方向に向かい収益の減退をもたらすが、これが逆に物作りしなくなった先進諸国の国内産業を活性化させる可能性を含むものであると指摘されている。